# Beryl Penroseová
Beryl Penroseová (22. prosince 1930 Sydney – 23. července 2021) byla australská tenistka. Jejím největším úspěchem ve dvouhře bylo vítězství na australském mistrovství v roce 1955. Ve finále porazila Thelmu Coyneovou Longovou. Na domácím grandslamu se jí dařilo i ve čtyřhře, v ženské deblu turnaj dvakrát vyhrála, v letech 1954 a 1955, v obou případech ve dvojici se svou dlouholetou partnerkou Mary Hawtonovou. Roku 1956 v Melbourne triumfovala i ve čtyřhře smíšené, po boku Neale Frasera. V roce 1957 se vdala a ukončila hráčskou kariéru. Podle statistik Lance Tingaye byla v roce 1955 světovou singlovou pětkou. V roce 2017 byla uvedena do Australské tenisové síně slávy. Australský tenista James Duckworth je její vnuk.